# Dark Escoria
José Ibarra es un luchador mexicano, más conocido como Escoria y Dark Escoria, que anteriormente trabajó para la  Lucha libre mexicana AAA. Ibarra fue parte de la Black Family desde que se formó, pero dejó la estable en octubre de 2010. Durante su estancia en la Black Family, Escoria fue también miembro de la Lucha Libre Latina (LLL) y La Secta del El Mesías, su predecesor La Secta Cibernética y La Legión Extranjera.

## Carrera
Ibarra hizo su debut en la lucha libre en 1998 después del entrenamiento con Blackman, Negro Sosa y Draco durante más de seis meses. No fue sino hasta 2000, en Ibarra adoptó el nombre de Escoria que tuvo éxito en el ring.

## The Black Family
En las primeras partes de Escoria 2001 se unió a otros cuatro luchadores que todos utilizan un truco similar aspecto y la actitud como Cuervo para formar la estabilidad de la Black Family. Los otros luchadores fueron Charly Manson, Cuervo y Ozz. Al principio en la vida de Manson el establo de Charly sufrió una lesión grave tras caer desde una escalera durante un partido que puso Manson fuera de la lucha libre durante un largo período. La familia Negro trajo Chessman para ser el cuarto miembro. En la época de Chessman unirse a la Black Family se convirtió en parte de la Lucha Libre Latina (LLL), la versión mexicana del Nuevo Orden Mundial, un grupo liderado por largo tiempo amigo de Chessman Cibernético. A pesar de que formaban parte de un grupo mucho más grande que los cuatro hombres aún funcionaba como una unidad, un establo en el establo.
El 18 de julio de 2003, la Black Family ganó su primer campeonato como una unidad, cuando derrotó a Oscar Sevilla y Los Chicos de Barrio por el título Atómicos, pero su ejecución sólo duró 31 días antes de Sevilla y Los Chicos de Barrio recuperó los títulos. sería un poco más de un año antes de la Familia Negro recibió otra oportunidad de celebrar los títulos que les ganó en 20 de agosto de 2004.

## La Secta
En 2005 El Cibernético formó un nuevo grupo llamado Secta Cibernética que incluyó sus amigos Charly Manson y Chessman a través de la pertenencia de la Black Family también fue invitado a unirse a este nuevo supergrupo. El grupo de asistencia Cibernético en su lucha con La Parka  (la versión AAA), al no poder evitar que fuera desenmascarado en Triplemanía XII.  Más tarde, en el año Muerta Cibernetica fue contratado para vengarse de La Parka. Cuando Cibernético sufrió una severa lesión en la rodilla Muerta Cibernetica se hizo cargo del grupo y comenzó. Cibernético con los títulos Atómicos de 789 días la Black Family perdió ante los Poderes de México (Crazy Boy, Juventud Guerrera, Joe Lider y Psicosis II) el 18 de octubre , 2006. No mucho después de que perdieron los títulos por equipos Chessman se volvió "Technico" y del lado de Cibernético y Charly Manson para formar "el infierno de Los Hermanos" la lucha contra La Secta, ahora conocido como "La Secta del Mesías" como Muerte Cibernética cambió su nombre por el de "EL Mesias". Con Chessman de la Black Family el equipo invitado Espíritu para salir de Los Vato Loco y unirse a ellos, la invitación fue aceptada sin ningún tipo de fricción con el resto de Los Vatos Locos. En algún momento de 2006 los cuatro miembros de la Black Family cambiado sus nombres ligeramente agregando la palabra "Dark" por delante de sus nombres, por lo tanto se convirtió en Cayuco 'Dark Escoria aunque los nombres se utilizan indistintamente.

## Final de La Secta
A principios de 2008 de El Mesías y el resto de La Secta fue expulsado de La Legión Extranjera con La Legión poner El Mesías fuera de servicio por un tiempo. Cuando El Mesias regresó a la Tensión Competititon Activos comenzaron a construir entre la familia y Negro de El Mesías. Las tensiones culminaron después de El Mesías perdió un Steel Cage "Street Fight" del encuentor contra Vampiro en el Verano de Escándalo (2008) que conducen a la Black Family a atacar El Mesias que fue oficialmente la ruptura de su relación. Después de romper La Secta del Mesías el grupo comenzó un feudo con El Mesías. Durante el otoño y el invierno de 2008 tanto Charly Manson y Chessman se alude a ellos posiblemente regresar a la Familia Manson Negro, pero se lesionó y se llevará fuera de televisión, mientras que Chessman convirtió en el grupo después de fintas amistad. El 9 de enero de 2009 Chessman se asoció con el Psycho Circus (Killer Clown, Psycho Clown y Zombie Clown) para poner fin a ejecutar la Black Family de Atómicos título pero no lo lograron y chessman perdió la cabellera ante Dark Cuervo

## Los Bizarros
El 20 de octubre de 2010, Escoria dejó oficialmente la Black Family para unirse a Cibernético y Taboo en la nueva encarnación de los Bizarros . El 31 de octubre los tres se unieron a Amadeus y Nygma.

## En lucha
- Movimientos finales

- Sharpshooter

- Movimientos de firma

- Corkscrew 630° senton
- Corkscrew suicide dive
- Diving leg lariat
- Springboard leg drop

## Campeonatos y logros
- Asistencia Asesoría y Administración
  - Campeonato Mundial en Parejas de AAA (3 veces) - con Dark Cuervo (3)
  - Campeonato Mundial de Tríos de AAA (1 vez) - con Cibernético y Dark Cuervo (1)
  - Campeonato Nacional Atómicos (3 veces) - con Cuervo, Ozz y Chessman (2), Dark Cuervo , Dark Ozz y Dark Espíritu

- Datos: Q5799371